# آریستیدیس کونستانتینیدیس
آریستیدیس کونستانتینیدیس (یونانی: Αριστείδης Κωνσταντινίδης) یک دوچرخه‌سوار اهل یونان است. 
از افتخارات وی میتوان به کسب مدال طلا جاده دوچرخه‌سواری در بازی‌های المپیک تابستانی ۱۸۹۶ اشاره کرد.